# Archäologisches Museum Burdur

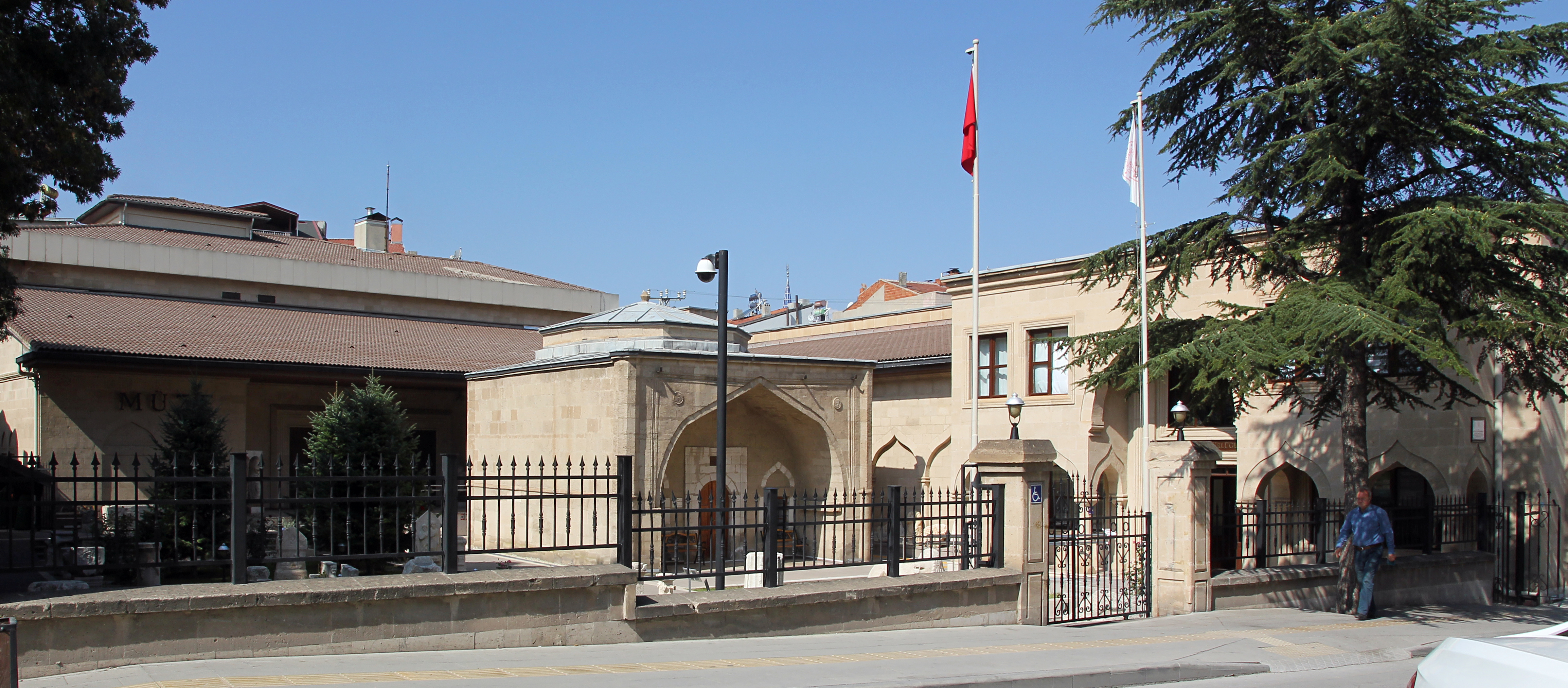
Archäologisches Museum Burdur (2019)

Das Archäologische Museum Burdur (türkisch Burdur Arkeoloji Müzesi) liegt in der türkischen Provinzhauptstadt Burdur in der Halk Pazarı Caddesi. Es beherbergt unter anderem bedeutende Funde aus den in der Provinz liegenden antiken Städten Sagalassos, Kremna und Kibyra.

## Geschichte
Die archäologischen Funde der Umgebung von Burdur wurden zunächst in der Bücherei gesammelt, einem Gebäude, das als einziges von der früheren Bulduroğlu-Schule erhalten war. 1969 wurde das heutige Museum eröffnet.

## Ausstellung
Das Museum hat Ausstellungsfläche in zwei Geschossen sowie im Garten. Die Objekte stammen aus allen Perioden von der Vorgeschichte über hellenistische und römische Zeit bis in die Ära des Osmanischen Reiches. Im Erdgeschoss ist hauptsächlich eine eindrucksvolle Sammlung von Skulpturen zu sehen. Dazu gehören Statuen aus dem Nymphäum von Sagalassos sowie der Fries der tanzenden Mädchen vom dortigen Heroon. Weiterhin ist eine Reihe von Statuen aus Kibyra und Kremna ausgestellt, dazu aus Kibyra ein Gladiatorenfries. Außerdem zeigt das Museum im Erdgeschoss seine Sammlung von hellenistischen und römischen Urnen. Im Obergeschoss sind in Vitrinen Fundstücke aus den Ausgrabungsorten von Hacılar, Kuruçay, Ulupınar, Höyücek und Bubon zu sehen. Zur Sammlung gehören auch zahlreiche Münzen sowie ethnologische Gegenstände.
Das Museum verfügte 1997 über insgesamt 52.941 Ausstellungsstücke, darunter 18.521 archäologische Objekte, 29.765 Münzen und 4.655 ethnographische Stücke.

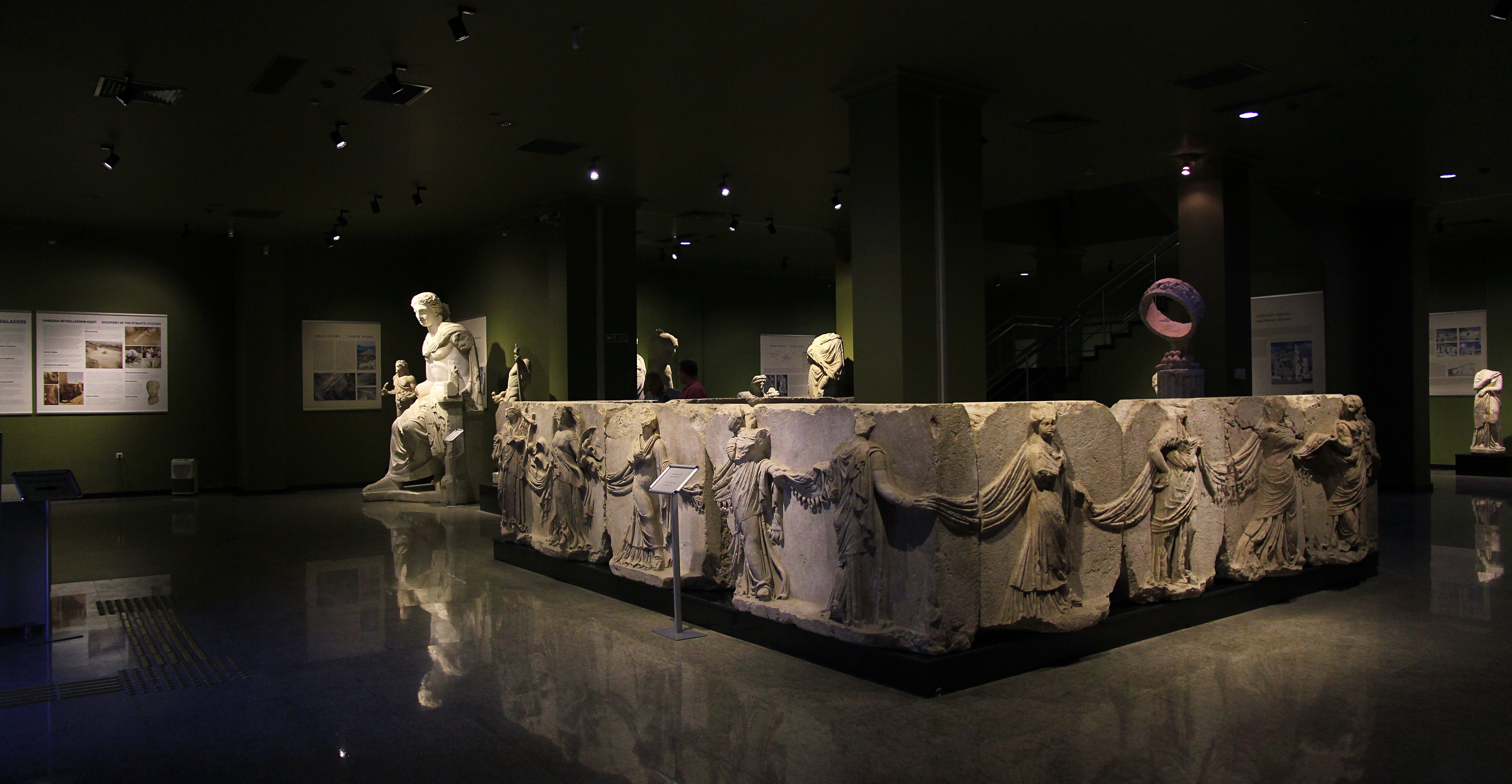
Fries der tanzenden Mädchen aus Sagalassos
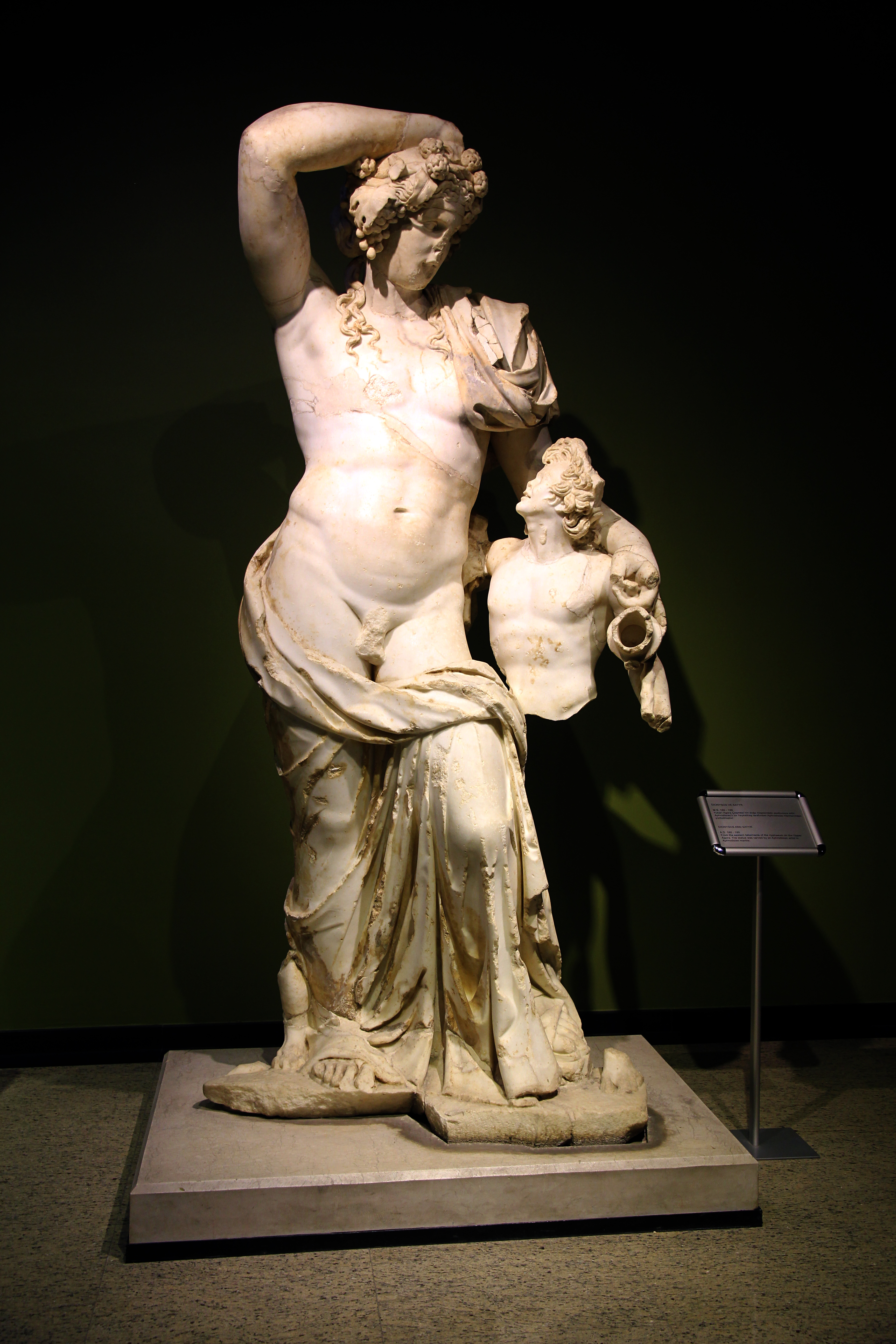
Dionysos mit Satyr aus Sagalassos
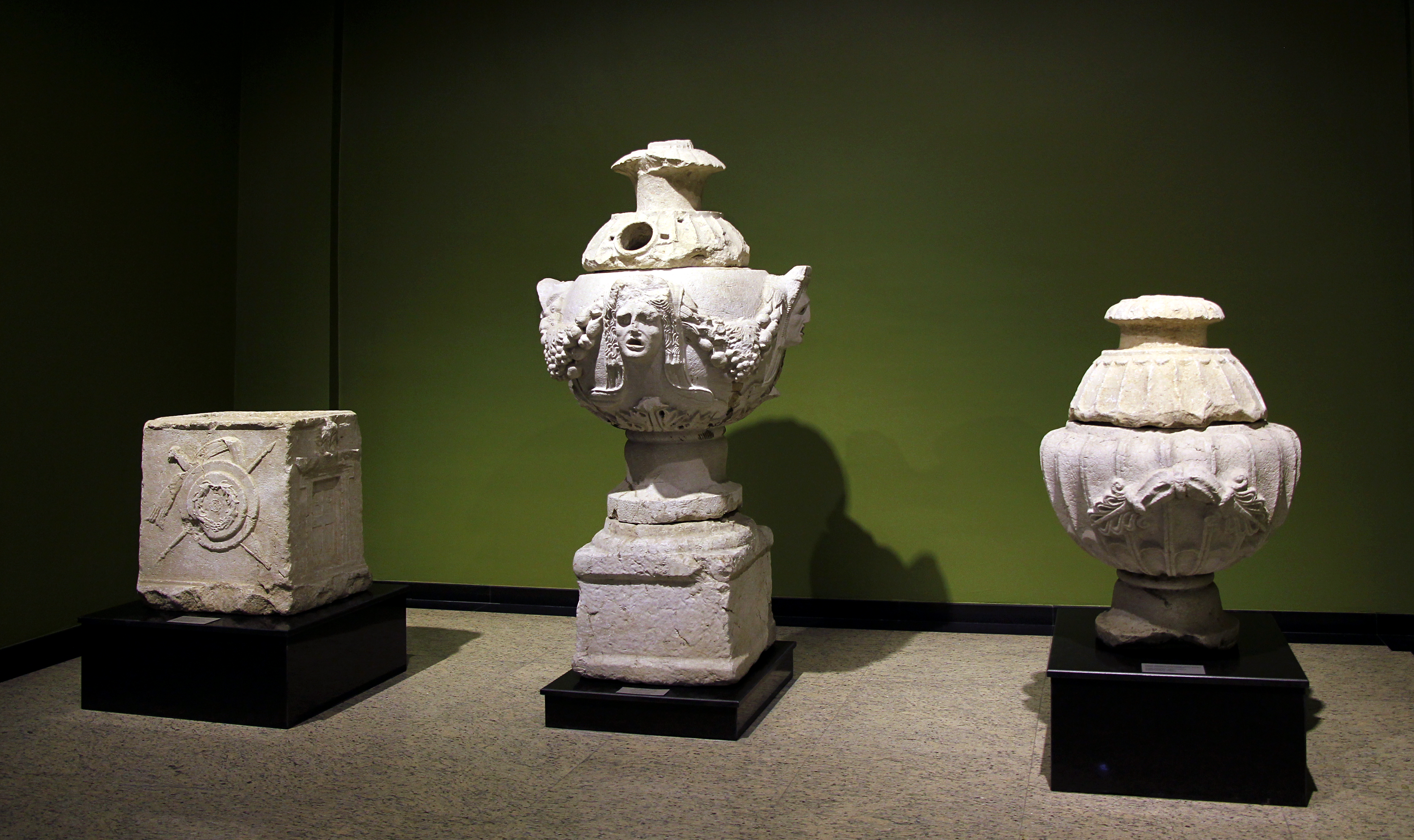
Römische Urnen
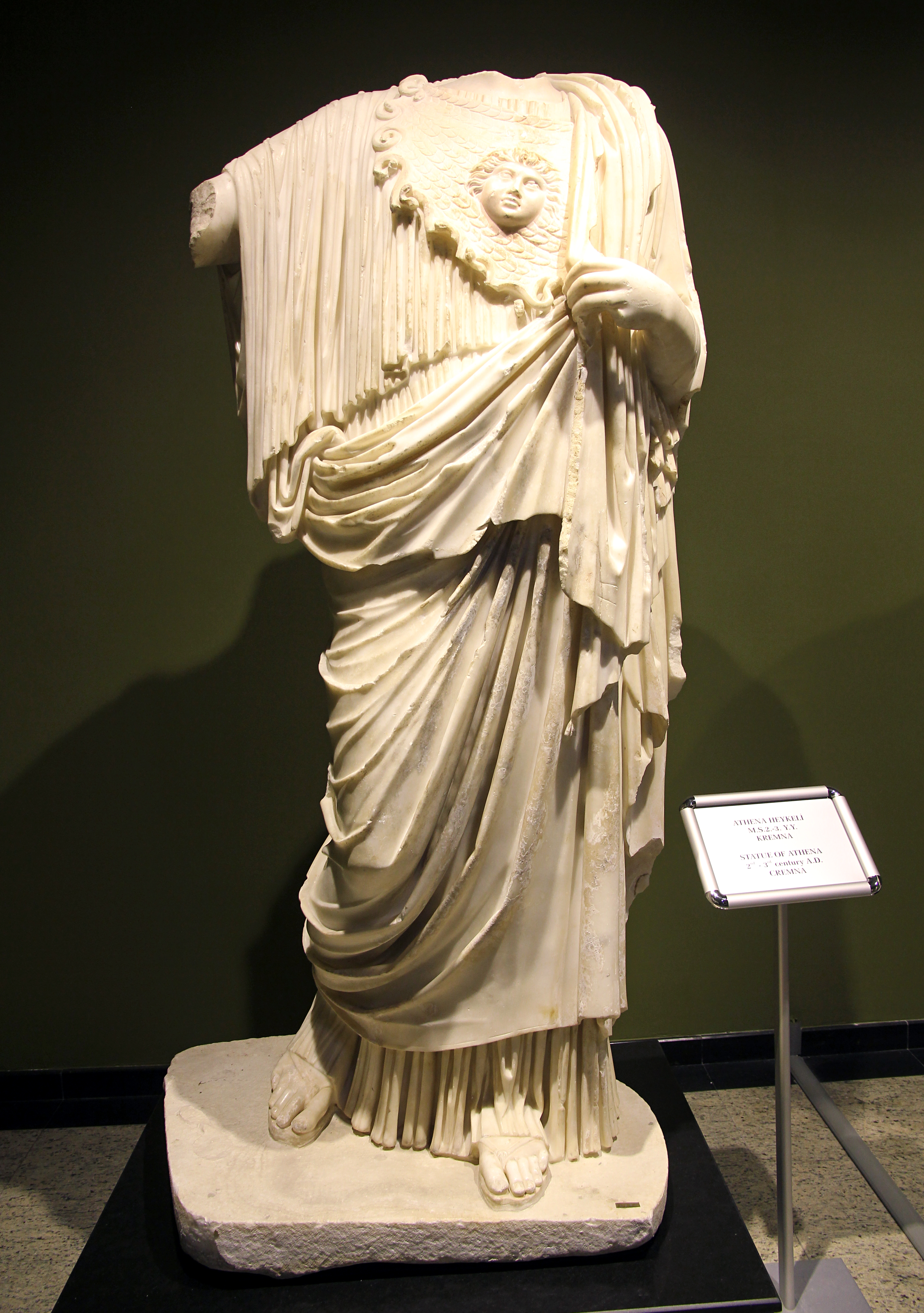
Athenastatue aus Kremna
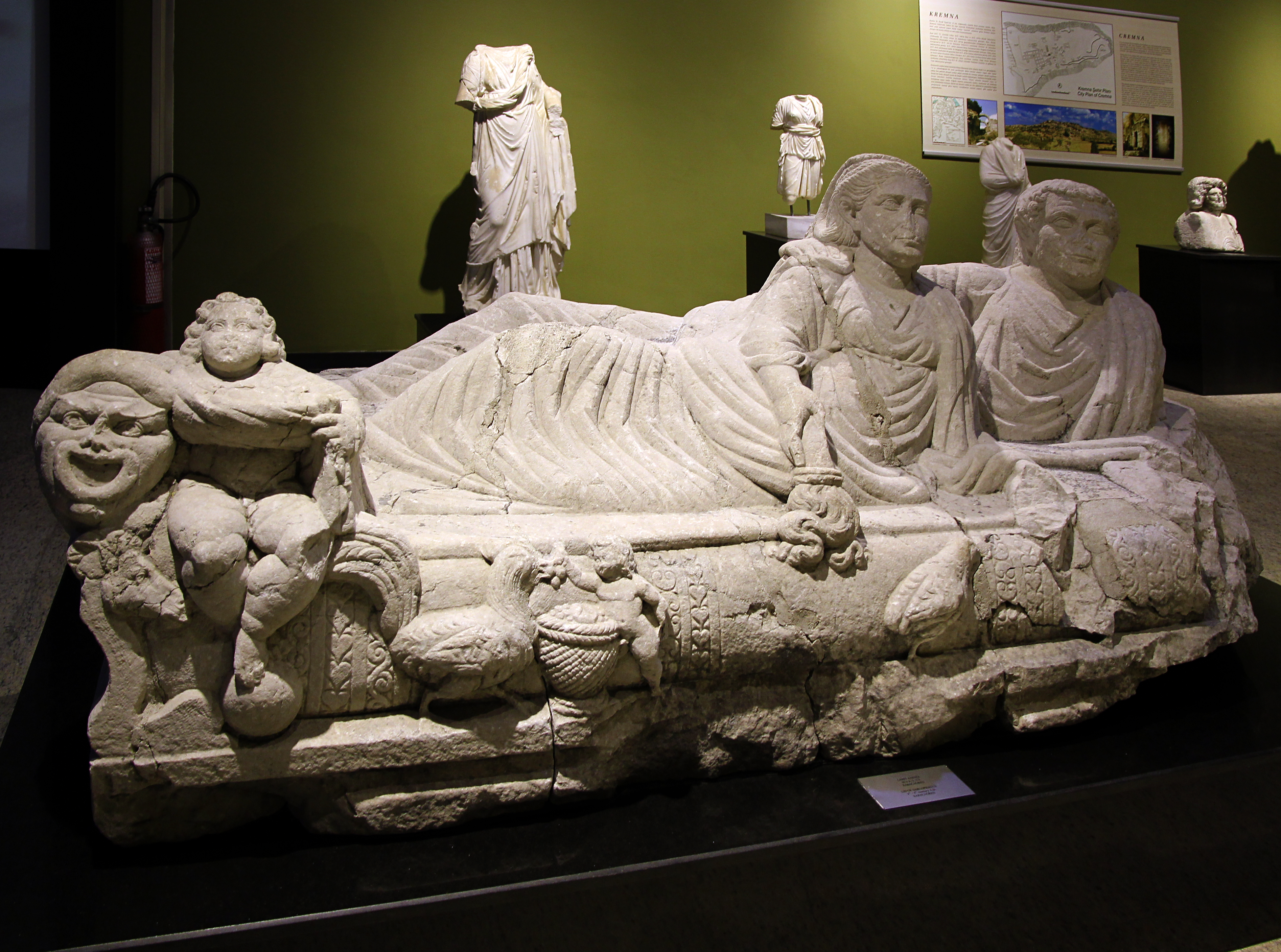
Sarkophagdeckel
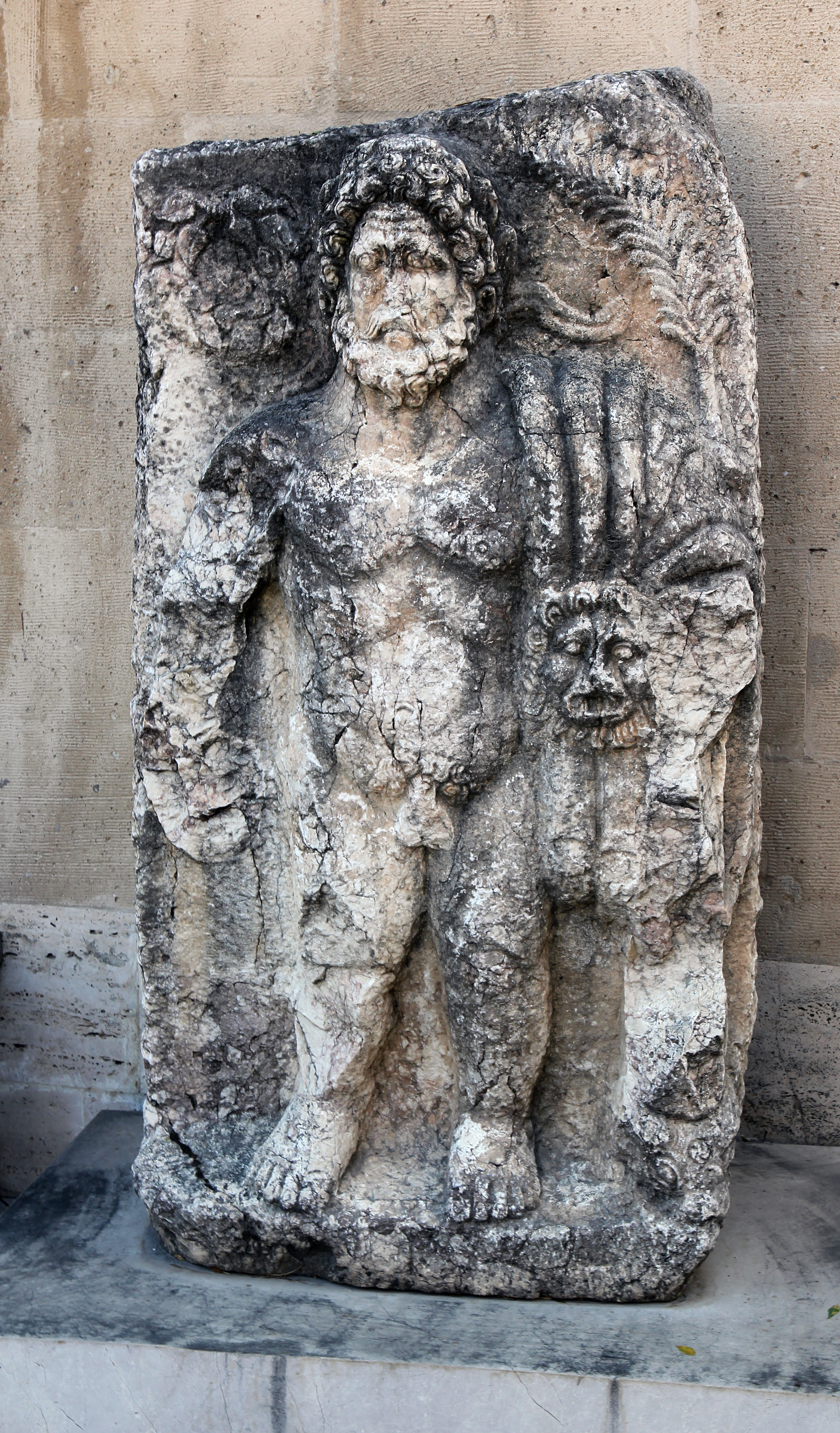
Herkulesrelief im Freigelände

Koordinaten: 37° 43′ 9,9″ N, 30° 17′ 10,7″ O